# Вила „Драга”
Вила „Драга” је једна од најрепрезентативнијих и најраскошнијих вила Бање Ковиљаче, која је истовремено и у најгорем стању. Еминентни гости су овде одседали, будући да је и сам краљ Петар I Карађорђевић често долазио код свог пријатеља, трговца Марјана Катића, чија је вила била. Данас је доживела тужну судбину, с обзиром на то да се налази пред урушавањем.
Последњи предлог града Лознице био је да се вила преда Дирекцији за имовину, али то још увек није дефинисано, стога је вила и даље у власништву Железница Србије док полако пропада. Вили Драга неопходна је целовита и темељна обнова, будући да би здање могло да се користи као врхунски репрезентативни објекат.

## Историјат
Трговац Марјан Катић, пореклом из Лознице, спасио је краља Петра I који је био устаник против Турака у Херцеговини, у време Обреновићa, у доба Херцеговачког устанка. У то доба се Петар Карађорђевић, тада аспирант на престо, крио и од Обреновићеве тајне службе под именом Петар Мркоњић. Марјан и Петар су у том периоду постали нераздвојни пријатељи, а доста касније, 1904, када је Петар постао краљ Петар I, пријатељство се наставило. Петар I је одмах по ступању на престо почео са градњом краљевске бање, а његовим стопама су ишли и многи други богати људи и правили виле себи тамо где и краљ. Међу њима је био и Марјан Катић који је саградио и најлепшу вилу, одмах изнад парка и цркве, а испод брда и шуме која крије Ковиљкин град.
Највећа и очаравајућа грађевина, опремљена луксузним намештајем и сликама најчувенијих уметника тадашње Србије, била је једна од најмодернијих вила тог доба, те је и Петар I долазио да овде буде гост код свог пријатеља.
У вили Драга уведен је један од првих телефона у Србији, 1910. године, који су тада звали, „електрично дозивало“. Вила Драга имала је и чувени „васер клозет“, као и текућу воду на првом спрату. Власник Марјан поседовао је и први аутомобил у крају, којим је своје госте возио у разгледање Подриња и Мачве. О томе сведоче огласи и текстови у новинама из 1911. којима се овај ексклузивни објекат представљао гостима. Важно је рећи да су телефони и аутомобили тада били изузетно ретка појава и у самом Београду.
Осим краља Петра, у њој су одседали богати трговци, професори, лекари – тадашња елита Краљевине Србије. Вила Драга је због тога почетком 20. века постала централно место културних дешавања и симбол напретка.
Вила је оштећена током Првог светског рата у Гучевској бици. Железнице Србије су је 1933. године откупиле од власника Катића и преуредиле у Железнички дом где је служила за одмор железничких радника, а касније и за боравак избеглица. После распада СФРЈ, након кризе која је уследила у српским Железницама и вила је запуштена. Вила Драга је данас руинирана зграда, дотрајалих зидина и са урушеним деловима крова, која већ деценијама чека да буде адаптирана.